# Tarzan Cooper
Charles Theodore Cooper, detto Tarzan (Newark, 30 agosto 1907 – Filadelfia, 19 dicembre 1980), è stato un cestista e allenatore di pallacanestro statunitense.
Nel 1977 è stato inserito nel Naismith Memorial Basketball Hall of Fame come giocatore.

## Carriera
Soprannominato Tarzan per via della sua straordinaria forza, era alto 193 centimetri e di ruolo centro. Giocò nei Philadelphia Panthers e nei Philadelphia Giants tra il 1924 ed il 1929. Successivamente militò per 11 stagioni nei New York Rens; chiuse la carriera ai Washington Bears, ritirandosi a causa di un infortunio al tendine d'achille.
Nel 1943 guidò da allenatore-giocatore i Bears alla vittoria del World Professional Basketball Tournament, centrando 41 vittorie su altrettante partite disputate.
Joe Lapchick riconobbe in Cooper «il più forte avversario mai affrontato».
Dopo il ritiro lavorò in un cantiere navale e successivamente come bartender a Filadelfia.